# Mesorhaga tindali
Mesorhaga tindali är en tvåvingeart som beskrevs av Daniel J. Bickel 1994. Mesorhaga tindali ingår i släktet Mesorhaga och familjen styltflugor.
Artens utbredningsområde är Northern Territory, Australien. Inga underarter finns listade i Catalogue of Life.